# Château de Méru
Le château de Méru ou Tour des Conti est un ancien château médiéval situé sur le territoire de la commune de Méru dans le département de l’Oise, en France.

## Historique
Le château de Méru est une construction médiévale qui est détruit lors de la révolte de la Jacquerie. Il est reconstruit puis à nouveau puis démantelé sur ordre de Richelieu. L'ensemble est remanié au XVIIe siècle.
Le château est victime d'un incendie en 1751. Louis-François de Bourbon-Conti fait construire à la place un rendez-vous de chasse qui à la Révolution française est vendu comme bien national le 19 juillet 1799. 
Louis XVIII rachète le domaine. On y voit d’ailleurs son blason de comte de Provence taillé dans la pierre.

## Vestiges

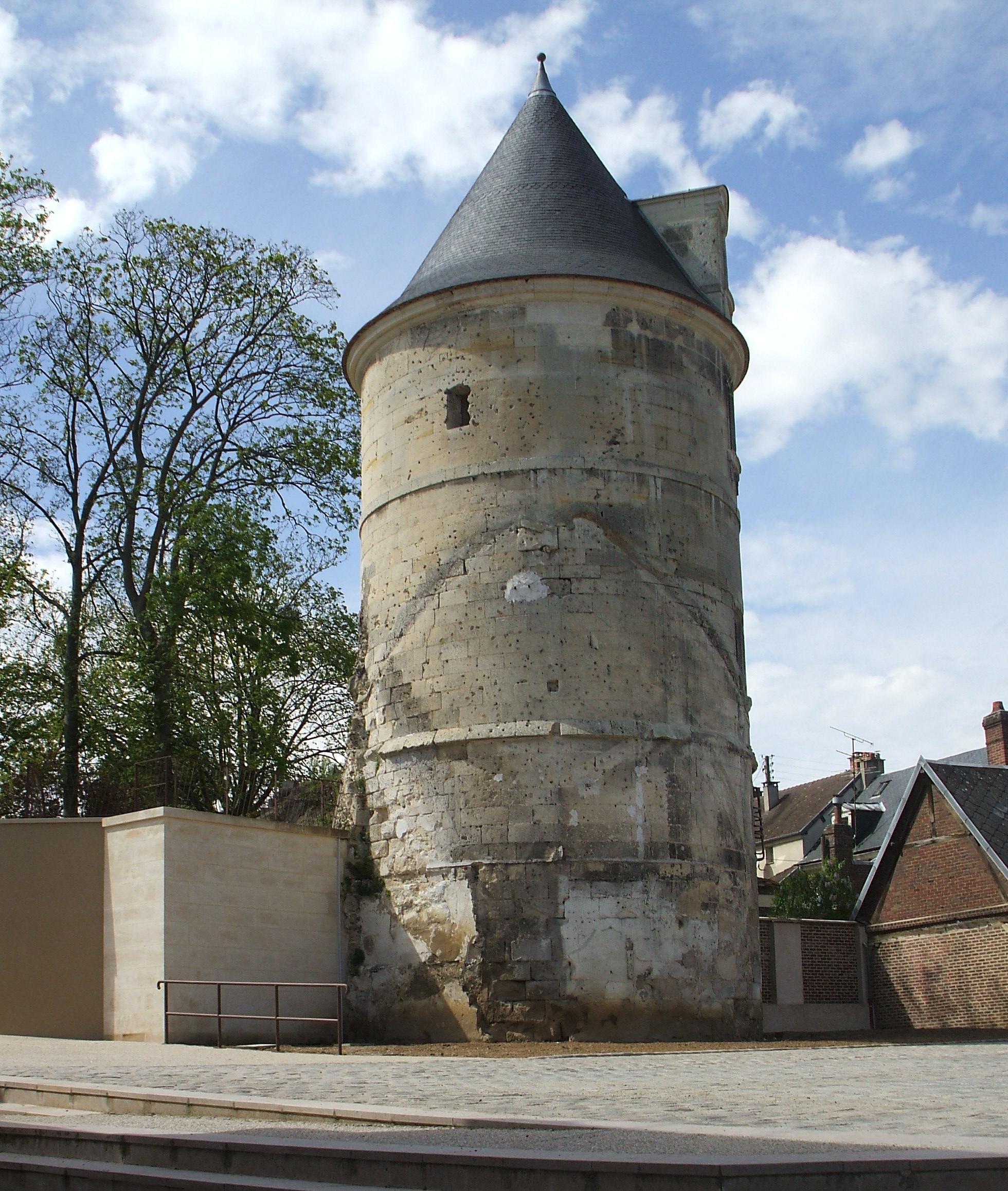
La tour avant la restauration du fût.

Il ne reste qu’une tour, vestige de l'enceinte de l'ancien château. Cette tour est dite « Tour des Conti ».
La tour fait l’objet d’une campagne de restauration grâce à la Communauté de communes des Sablons dans le cadre de l’« Opération Patrimoine ». Les travaux  commencent en 2001 par la restauration de la toiture, avec une nouvelle toiture en ardoise avec motif écailles. Les travaux consistent aussi dans la purge des arases, la reprise de la corniche en pierres neuves et la restauration des parements.
Une seconde campagne de restauration consiste à restaurer le fût de la tour.